# Diocese de Kamyanets-Podilskyi
A Diocese de  Kamyanets-Podilskyi (em latim: Dioecesis Camenecensis Latinorum) é uma diocese do rito romano da Igreja Católica da Ucrânia. Eduard Kava é o atual bispo da diocese que foi nomeado para a Sé de Kamianets-Podilskyi em 2025.

## História
A história da diocese começa em 1918, quando foi criada a partir da separação da Arquidiocese de Lviv. Naquele tempo, a diocese abrangia a maior parte do território da Ucrânia. Em maio de 2002, a diocese foi dividida em três para a criação das novas dioceses de Kharkiv-Zaporizhia e de Odessa-Simferopol.
A diocese é sufragânea da Arquidiocese de Lviv.

## Ordinários
- Stanisław Józef Hozjusz † (1722 - 1733) - nomeado Bispo de Poznań;
- Franciszek Antoni Kobielski † (1736 - 1739) - nomeado Bispo de Luceoria o Łuck);
- Adam Stanisław Krasiński † (1757 - 1798) - resignou;
- Francesco Borgia Machiewiez † (15 de março de 1815 - ? )
- Niccola Gòrski † (27 de junho de 1853 - ?)
- Antoni Fijalkowski † (23 de março de 1860 - 23 de fevereiro de 1872) - nomeado Arcebispo de Mohilev;
- Pietro Mankowski † (24 de setembro de 1918 - 9 de fevereiro de 1926) - resignou;
- Jan Olszanski, M.I.C. † (16 de janeiro de 1991 - 4 de maio de 2002) - resignou;
- Maksymilian Leonid Dubrawski, O.F.M. (4 de maio de 2002 - 1 de julho de 2025)
- Eduard Kava, O.F.M.Conv. (1 de julho de 2025 - presente)

## Ligações Externas
- Giga-Catholic Information
- Catholic Hierarchy